# Issac Luke

a Compétitions nationales et continentales officielles uniquement.

b Matchs officiels uniquement.
Issac Luke, né le 29 mai 1987 à Hawera, est un joueur de rugby à XIII néo-zélandais évoluant au poste de talonneur dans les années 2000. Il a évolué aux South Sydney Rabbitohs jusqu'en 2015 puis rejoint les New Zealand Warriors. Titulaire en club, il est sélectionné en équipe de Nouvelle-Zélande pour la coupe du monde 2008 qu'il remporte, la coupe du monde 2013 (finaliste) ainsi qu'au Tournoi des Quatre Nations dont il remporte l' édition 2010.

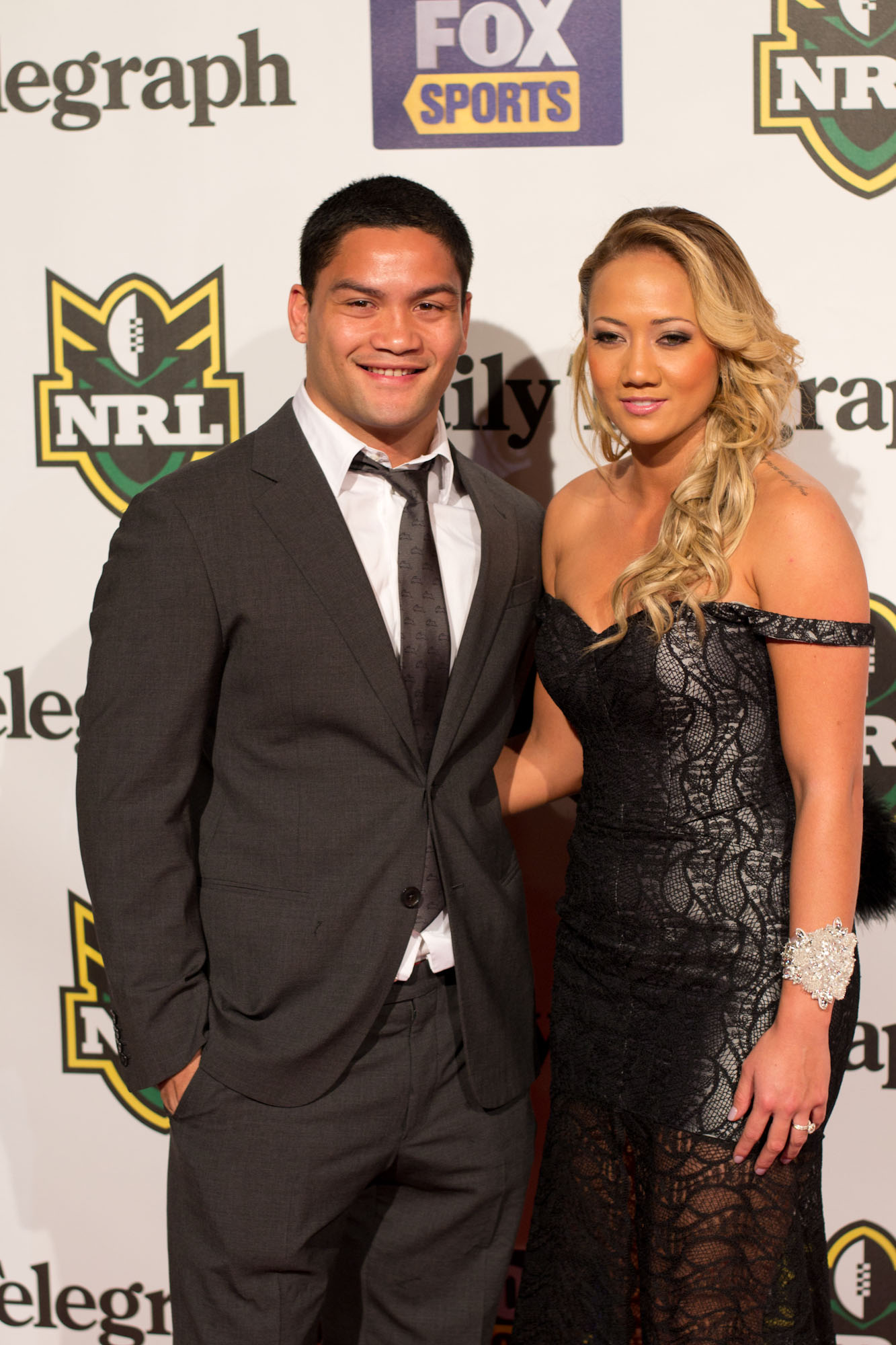
Luke au DallyM 2012

## Biographie
Avant ses débuts professionnels, Issac Luke joue dans le "Jersey Flegg Cup" au côté de Sonny Bill Williams. Il fait ses débuts en Nationa Lrugby League avec les South Sydney Rabbitohs lors de la saison 2007 en tant que talonneur. Il s'installe durablement en tant que titulaire et dispute cette saison-là la phase finale de la NRL, terminant en finale préliminaire contre les Manly-Warringah Sea Eagles. Pressenti comme le meilleur jeune de la NRL, il est finalement devancé par Israel Folau. En fin d'année, il rejoint l'entraînement de la sélection de Nouvelle-Zélande mais n'y dispute aucun match.
Titulaire au sein de la franchise de Sydney, il devient l'un des joueurs les plus réguliers sous ce maillot disputant entre 2007 et 2013 150 matchs de NRL. Il devient par ailleurs le botteur de l'équipe avec un taux de réussite de 76%. Cette régularité lui permet de postuler en équipe nationale dont il connaît la première sélection en mai 2008.
Il est retenu pour disputer la coupe du monde 2008 qui se déroule en Australie. Non titulaire derrière les titulaires Thomas Leuluai ou Nathan Fien, il entre en jeu à l'occasion de quatre matchs dont la finale remportée par la Nouvelle-Zélande contre l'Australie, match au cours duquel il réussit trois transformations.
Lors des saisons 2009, 2010 et 2011, les Rabbitohs ne parviennent pas à se qualifier pour la phase finale. Cela n'empêche pas Luke d'être appelé en équipe de Nouvelle-Zélande pour disputer les Tournois des Quatre nations dont celle remportée en 2010, toujours en qualité de remplaçant.
Ce n'est qu'à partir de 2012 qu'il devient titulaire en sélection. Cette saison-là, les Rabbitohs terminent troisième de la saison régulière. Toutefois, ils sont éliminés en demi-finale par les Canterbury malgré un essai de Luke. En 2013, les Rabbitohs terminent deuxième de la saison régulière mais doivent de nouveau voir leur route se terminer en demi-finale contre cette fois-ci Manly.
Il dispute fin 2013 sa seconde Coupe du monde, mais en tant que titulaire au poste de talonneur. Avec les Kiwis, ils parviennent en finale après un parcours où la sélection reste invaincue. Toutefois en finale, l'Australie prend le meilleur sur la Nouvelle-Zélande 34-2 et sa revanche de 2008.

## Palmarès
- Collectif :
  - Vainqueur de la coupe du monde : 2008.
  - Finaliste du Tournoi des Quatre Nations : 2016 (Nouvelle-Zélande).